# Liste der Monuments historiques in Xertigny
Die Liste der Monuments historiques in Xertigny führt die Monuments historiques in der französischen Gemeinde Xertigny auf.

## Liste der Objekte
| Bezeichnung               | Beschreibung           | Standort                          | Kennzeichnung | Schutzstatus | Datum | Bild |
| ------------------------- | ---------------------- | --------------------------------- | ------------- | ------------ | ----- | ---- |
| Skulptur Heilige Walburga | Stein, 14. Jahrhundert | in der Kirche Ste-Walburge (Lage) | PM88001023    | Classé       | 1957  |      |